# Страда деј Конфини (Латина)
Страда деј Конфини је насеље у Италији у округу Латина, региону Лацио.
Према процени из 2011. у насељу је живело 82 становника. Насеље се налази на надморској висини од 2 м.